# Pfarrkirche Herrnbaumgarten

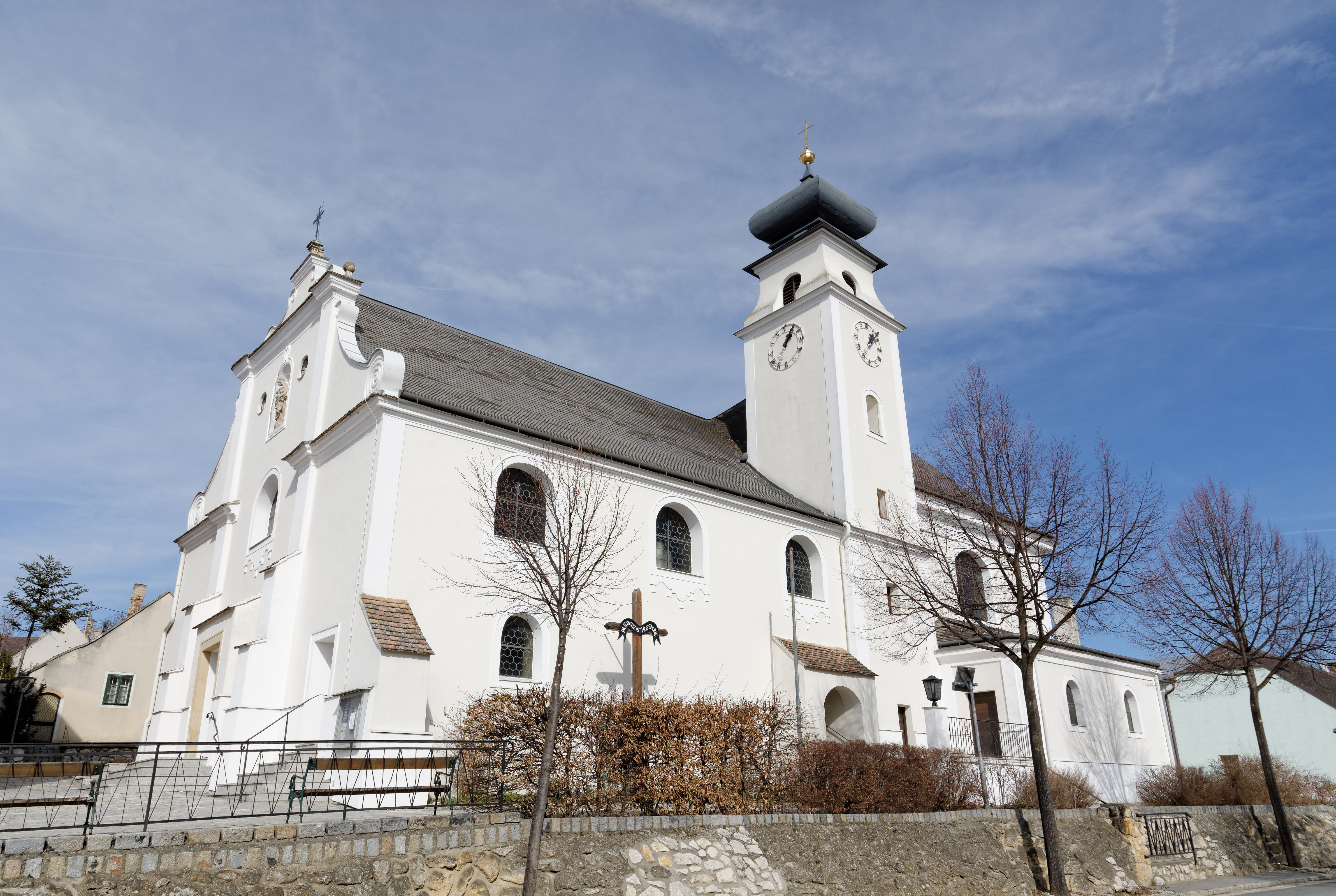
Katholische Pfarrkirche Unbefleckte Empfängnis in Herrnbaumgarten

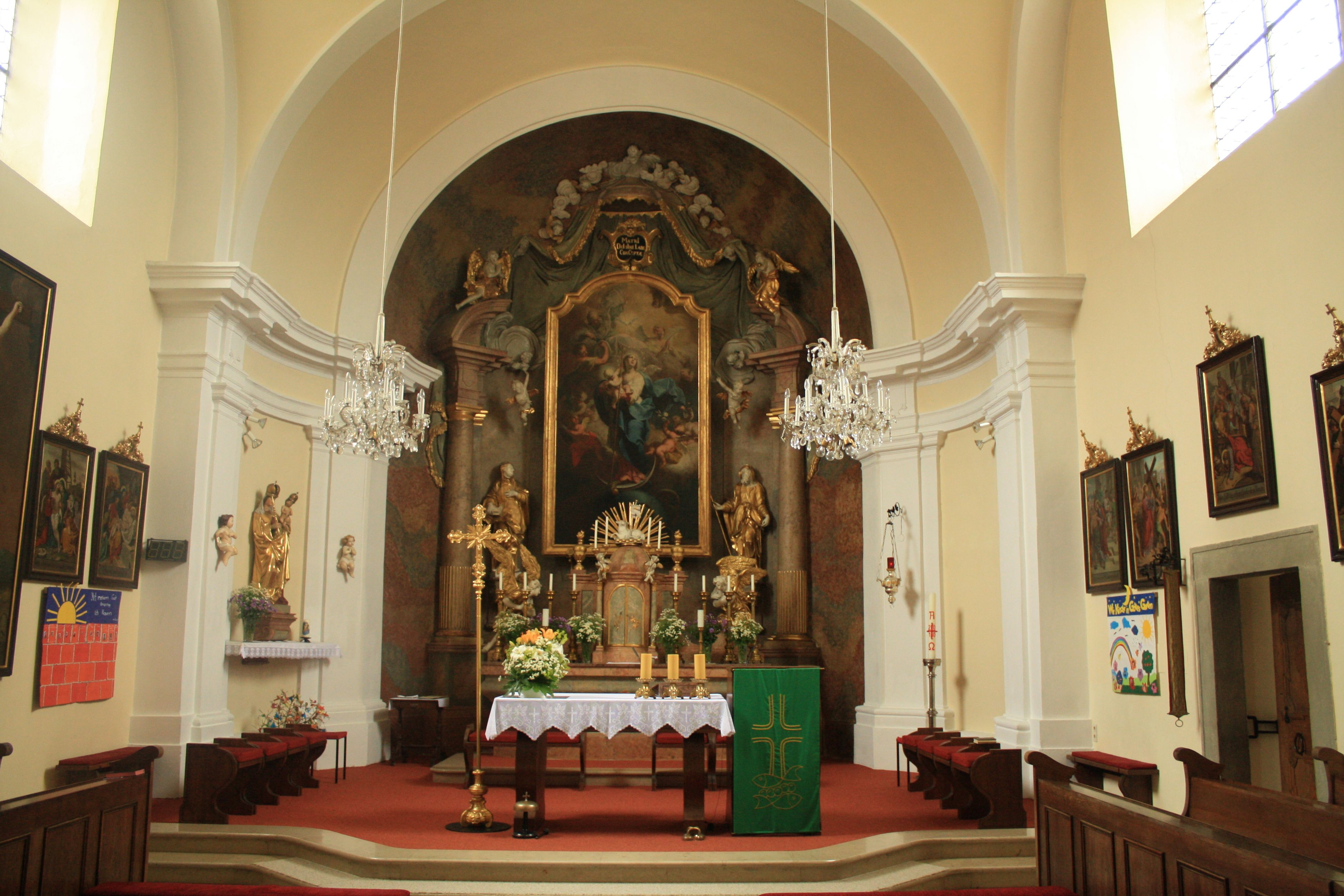
Langhaus, Blick zum Chor

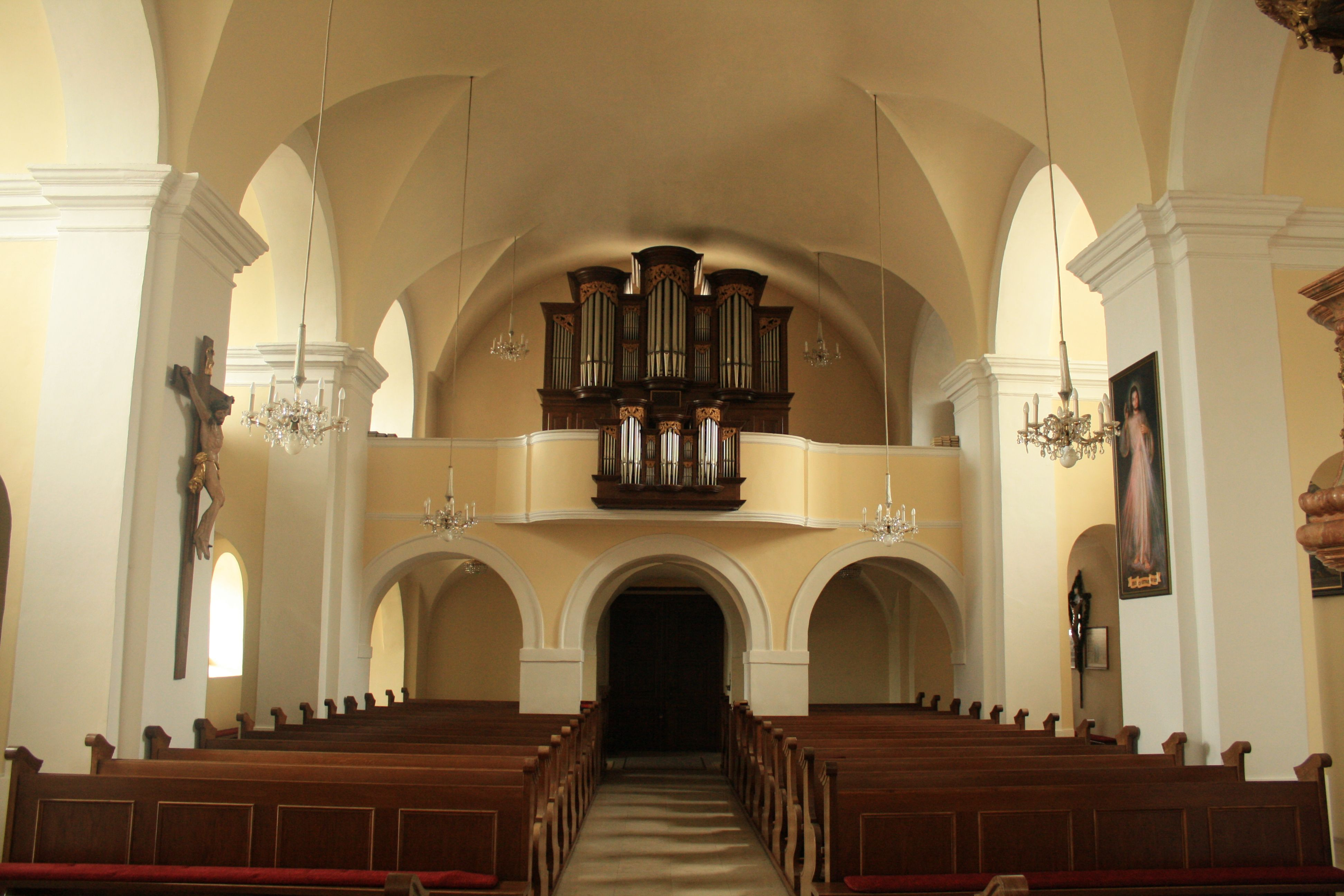
Langhaus, Blick zur Empore

Die römisch-katholische Pfarrkirche Herrnbaumgarten steht leicht erhöht in der Ortsmitte der Marktgemeinde Herrnbaumgarten im Bezirk Mistelbach in Niederösterreich. Die dem Patrozinium Unbefleckte Empfängnis unterstellte Pfarrkirche gehört zum Dekanat Poysdorf der Erzdiözese Wien. Die Kirche steht unter Denkmalschutz (Listeneintrag).

## Geschichte
Die Pfarre wurde urkundlich 1429 gegründet.
1544 wurde die gotische Kirche baufällig genannt, nach Bränden 1669 und 1732 erfolgte der frühbarocke Umbau des Langhauses. 1751 wurden der barocke Langchor mit der südlichen Sakristei am Chor und die nördliche Seitenkapelle am Langhaus erbaut.

## Architektur
Die frühbarocke Kirche mit einem im Kern gotischen dreischiffigen Langhaus hat einen barocken Langchor und einen Südturm am Übergang zum Chor. Das breit gelagerte Langhaus unter einem Satteldach hat Rundbogenfenster, im Süden mit reicher barocker Putzrahmung. Die hohe barocke Westfront hat einen zweigeschoßigen Volutengiebel und beidseits des Westportals Pilaster in abgetreppten Strebepfeilern in Pultdächer übergehend sowie eine Rundbogennische mit einer barocken Marienstatue. Der eingezogene rundbogig geschlossene Chor hat eine Fassadengliederung und Lunettenfenster. In der südlichen Chorecke steht ein viergeschoßiger Turm über einem quadratischen Grundriss, er hat in den Untergeschoßen Rechteckfenster, ein Gesims in Traufhöhe, barocke rundbogige Schallfenster und trägt einen Zwiebelhelm. Südlich am Chor steht eine Sakristei, nördlich am Langhaus eine Kapelle mit Faschengliederung und in der nordöstlichen Langhausecke in der Verlängerung des nördlichen Seitenschiffes ein Kapellenraum.
Das Kircheninnere zeigt ein dreischiffiges Langhaus, das Mittelschiff ist durch Rundbogenarkaden auf mächtigen Pfeilern und Pilastervorlagen mit den beiden schmalen Seitenschiffen verbunden. Das Mittelschiff hat ein Tonnengewölbe mit Stichkappen, in den Seitenschiffen gibt es Längstonnen mit Gurtbögen. Die westliche Orgelempore in der Breite des Mittelschiffes ist mit einem Kreuzgratgewölbe mit angeputzten Graten unterwölbt und hat auf zwei Vierkantpfeilern eine vorschwingende Brüstung. Zwischen Langhaus und Chor gibt es ein trichterartiges Vorjoch aus 1751 mit einer nach Osten abfallenden Tonnenwölbung, zwischen Gurtbögen auf Pilastern gibt es eine Kämpferzone mit Putzdekor. Der zentralisierende Chor hat mittig ein Platzlgewölbe über Gurtbögen, östlich und westlich davon Segmentbogengewölbe über gekurvten Wänden zwischen Gurtbögen mit Pilastergliederung. Der nördlich am Langhaus stehende längsoktogonale Kapellenanbau hat ein Stichkappengewölbe mit Putzbändern an den Graten und vor den abgeschrägten Ecken Pilaster. Der östliche Kapellenanbau am nördlichen Seitenschiff hat ein Kreuzgratgewölbe. Die Sakristei ist platzlgewölbt.

## Ausstattung
Der spätbarocke Hochaltar aus 1753 hat eine freistehende Mensa mit einem Tabernakelaufbau und einem in den Chorschluss eingebauten stuckmarmorne Säulenarchitektur, einen weit herabhängenden Stuckvorhang unter einem Baldachin, vorgestellte Säulen die Gebälk und Giebelansätze tragen, er trägt auf Volutenkonsolen Schnitzfiguren der Heiligen Joachim und Anna, das Altarblatt Maria vom Siege um 1725 wurde Michelangelo Unterberger zugeschrieben.
Die Orgel baute Friedrich Heftner 1986.

## Grabdenkmäler
An der Außenwand
- Rotmarmorner Grabstein mit einer Ritterfigur mit Wappen aus dem 15./16. Jahrhundert, stark beschädigt.